# Station Biała Pilska
Station Biała Pilska is een spoorwegstation in de Poolse plaats Biała in de gemeente Trzcianka.